# 松林丁香
松林丁香（学名：Syringa pinetorum）是木犀科丁香属的植物。分布于中国大陆的云南、四川、西藏等地，生长于海拔2,200米至3,600米的地区，常生长在山坡灌丛中、河谷或松林下，目前尚未由人工引种栽培。

## 别名
野丁香（中国树木分类学）